# Deltocephalus puncticeps
Deltocephalus puncticeps är en insektsart som beskrevs av Jacobi 1941. Deltocephalus puncticeps ingår i släktet Deltocephalus och familjen dvärgstritar. Inga underarter finns listade i Catalogue of Life.